# Husebyrennet
Husebyrennet était la première version de la compétition de ski nordique avec des épreuves de saut à ski, de ski de fond et de combiné nordique. Ces concours annuels, tenus à Ullern (Oslo) de 1879 à 1891 sur le Kastellbakken (en), ont été précurseurs de ceux du quartier de Holmenkollen (Festival de ski de Holmenkollen).

## Histoire

### Origine
Des courses de ski ont lieu à Iversløkka à Ila (no) dans les années 1860 et 1870, et le Centralforeningen for Udbredelse af Legemsøvelser og Vaabenbrug a organisé des courses de ski à Bærum en 1875 et 1876. Lorsque le Christiania Ski Club a été fondé en 1877, il a choisi Huseby comme arène pour sa course.
Jusqu'en 1883, la Husebyrennet est organisé par le Christiania Skiklub (no) et ensuite la compétition est organisé par l'Association pour la promotion du ski (no). 

### Compétitions

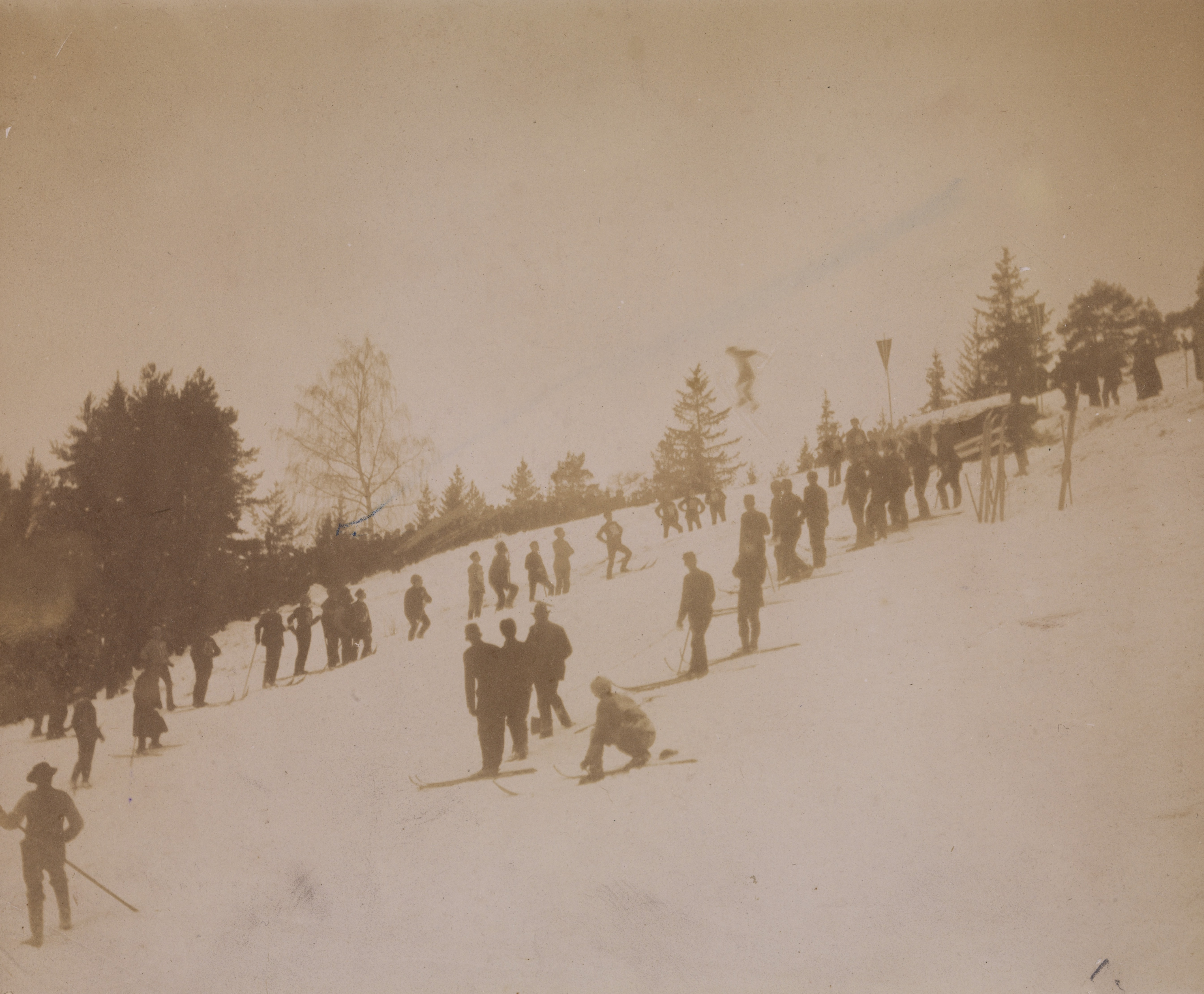
Le tremplin de Huseby avant 1889.

En 1879, il y a 47 concurrents chez les moins de 14 ans et c'est Axel Olsen l'emporte . Chez les 14-17 ans, il y a 77 participants et c'est Olav Haugan qui l'emporte avec un saut de 66 pieds (environ 20 m). Il devance notamment Torjus Hemmestveit. Il s'agit du record du monde. Ils sont tous deux originaires de Kviteseid. Chez les adultes, Jon Hauge l'emporte devant Aasmund Brekke et Olav Haugan. Jon Hauge a réalisé les 5 000 alens (en) de la course de ski de fond en 15 min 46 s. Huit concurrents (no) (toutes compétitions confondues) remportés un Kongepokal dont Jon Hauge qui remporte le trophée le plus important. Cette première récompense est remise par Oscar II.
En 1880, la compétition n'est pas organisée en raison du manque de neige. L'année suivante, Aasmund Brekke l'emporte notamment grâce à un temps de 14 min 44 s pour parcourir les 5 000 alens (en). Il devance Halvor Kittelsen originaire de Seljord et Jon Hauge, le vainqueur sortant. Svennung Svalestuen qui termine 5e réalise le saut le plus long. Fridtjof Nansen se classe 7e.

## Kastellbakken
Le tremplin était situé sur Søndre Huseby. Il était considéré par Fridtjof Nansen comme gigantesque à l'époque et s'appelait Kastellbakken ou Husebybakken.
Il n'y a aucun vestige visible du tremplin mais simplement une plaque commémorative en bronze.
Deux record du monde ont été établis sur le Kastellbakken (en) lors des compétitions de 1879 (20 m réalisé par Olaf Haugann) et de 1881 (22m réalisé par Sveinung Svalastoga).

## Résultats
| Année | Lieu                                       | Épreuve                                    | Premier                                    | Deuxième                                   | Troisième                                  |
| ----- | ------------------------------------------ | ------------------------------------------ | ------------------------------------------ | ------------------------------------------ | ------------------------------------------ |
| 1879  | Ullern                                     | combiné nordique (saut et 4 km)            | Jon Hauge                                  | Aasmund Brekke                             | Olav Haugan                                |
| 1879  | Ullern                                     | saut (14-17 ans)                           | Olav Haugan                                | Torjus Hemmestveit                         | Borgvald Berg                              |
| 1879  | Ullern                                     | saut (moins de 14 ans)                     | Axel Olsen                                 | Joh. Gr. Mathiesen                         | Erling Svenningsen                         |
| 1880  | épreuve annulée à cause du manque de neige | épreuve annulée à cause du manque de neige | épreuve annulée à cause du manque de neige | épreuve annulée à cause du manque de neige | épreuve annulée à cause du manque de neige |
| 1881  | Ullern                                     | Combiné nordique                           | Aasmund Brekke                             | Halvor Kittelsen                           | Jon Hauge                                  |
| 1882  | pas d'édition                              | pas d'édition                              | pas d'édition                              | pas d'édition                              | pas d'édition                              |
| 1883  | Ullern                                     | ski de fond                                |                                            |                                            |                                            |
| 1883  | Ullern                                     | saut                                       |                                            |                                            |                                            |
| 1883  | Ullern                                     | combiné nordique                           | Torjus Hemmestveit                         | Mikkjel Hemmestveit                        |                                            |
| 1884  | Ullern                                     | saut,                                      | Richard Blichfeldt                         |                                            |                                            |
| 1885  | Ullern                                     | ski de fond (4 km)                         | Mikkjel Hemmestveit                        |                                            |                                            |
| 1885  | Ullern                                     | saut                                       |                                            |                                            |                                            |
| 1885  | Ullern                                     | combiné nordique                           | Mikkjel Hemmestveit                        |                                            |                                            |
| 1886  | Ullern                                     | ski de fond (11 km)                        | Mikkjel Hemmestveit                        |                                            |                                            |
| 1886  | Ullern                                     | saut                                       |                                            |                                            |                                            |
| 1886  | Ullern                                     | combiné nordique                           | Mikkjel Hemmestveit                        |                                            |                                            |
| 1887  | Ullern                                     | ski de fond (20 km) par équipes            | Bærums Skiklub (no)                        |                                            |                                            |
| 1888  | Ullern                                     | ski de fond (25 km)                        | Torjus Hemmestveit                         |                                            |                                            |
| 1888  | Ullern                                     | ski de fond (50 km)                        | Torjus Hemmestveit                         | Peder Eliassen                             | Nils Kamphaug                              |
| 1888  | Ullern                                     | saut                                       |                                            |                                            |                                            |
| 1888  | Ullern                                     | combiné nordique                           | Torjus Hemmestveit                         |                                            |                                            |
| 1889  | Ullern                                     |                                            |                                            |                                            |                                            |
| 1890  | Frognerseteren                             |                                            |                                            |                                            |                                            |
| 1891  | Ullern                                     |                                            |                                            |                                            |                                            |